# Les 33 Plus Grands
Les 33 Plus Grands (The Greatest 33) est une grille de départ de course automobile de 3 x 11 positions, créée à l'image de celle des 500 miles d'Indianapolis, qui a été publiée en 2011 par les dirigeants de l'Indianapolis Motor Speedway à l'occasion du centenaire de la création de cette épreuve.

## Histoire
Un panel de médias et d'historiens du sport automobile a déterminé une liste de 100 nommés, choisis parmi les 732 pilotes ayant participé à l'Indy 500 entre 1911 et 2010. Durant les deux mois précédant l'édition 2011, les fans de la compétition ont ainsi été invités à désigner leurs 33 meilleurs conducteurs.
Remporter la course n'était pas un critère sine qua non: seuls 68 hommes avaient alors gagné la course reine à Indianapolis, et de ces derniers 57 uniquement avaient été nommés. Étaient également retenus pour l'inclusion le nombre de pole positions, le nombre de tours en tête, d'états de rookies of the year, ainsi que des statistiques individuelles, divers records et des critères de popularité.
La première ligne retint de la sorte les trois seuls pilotes quadruples vainqueurs, et la deuxième les triple vainqueurs les plus récents. Trois non-lauréats de l'épreuves furent sélectionnés par le public, Tony Bettenhausen Sr., Dan Gurney et Michael Andretti, les deux derniers étant d'anciens propriétaires d'écuries ayant eux-mêmes finis deuxièmes. Au neuvième rang on retrouva le nom du premier vainqueur, Ray Harroun, à côté de celui du premier double vainqueur, Tommy Milton. L'ensemble des 17 multiples lauréats furent retenus. Sur les 33 noms cités, 21 étaient encore en vie, et seulement 4 (Castroneves, Franchitti, Dixon et Montoya) étaient en activité.
Immédiatement après la publication de la liste, les critiques tant positives que négatives ne manquèrent pas. Parmi ces dernières, on peut citer l'absence de Rex Mays et de Ted Horn pour les non-vainqueurs, ou encore pour les votants de celle de Danica Patrick et de Marco Andretti parmi les nommés. Quatre autres "Top Four" et trois autres qualifiés en première ligne furent aussi évoqués pour les nommés, cependant aucun de tous ces noms de pilotes ne revint pour la formation d'une grille idéale. Dan Wheldon, alors simple vainqueur, gagna la course quelques jours plus tard.
T-shirts et autres objets collectors suivirent immédiatement l'énoncé des 33 élus.
| Ligne | Intérieur          | Milieu                 | Extérieur         |
| ----- | ------------------ | ---------------------- | ----------------- |
| 1     | A. J. Foyt         | Rick Mears             | Al Unser, Sr.     |
| 2     | Bobby Unser        | Hélio Castroneves      | Johnny Rutherford |
| 3     | Mario Andretti     | Wilbur Shaw            | Bill Vukovich     |
| 4     | Emerson Fittipaldi | Al Unser, Jr.          | Louis Meyer       |
| 5     | Mauri Rose         | Parnelli Jones         | Gordon Johncock   |
| 6     | Arie Luyendyk      | Rodger Ward            | Jim Clark         |
| 7     | Dario Franchitti   | Tom Sneva              | Bobby Rahal       |
| 8     | Mark Donohue       | Michael Andretti       | Ralph DePalma     |
| 9     | Ray Harroun        | Tommy Milton           | Danny Sullivan    |
| 10    | Graham Hill        | Dan Gurney             | Jim Rathmann      |
| 11    | Juan Pablo Montoya | Tony Bettenhausen, Sr. | Scott Dixon       |

## Nommés
- Fred Agabashian
- Marco Andretti
- Mario Andretti
- Michael Andretti
- Billy Arnold
- Cliff Bergere
- Gary Bettenhausen
- Tony Bettenhausen, Sr.
- Johnny Boyd
- Joe Boyer
- Jimmy Bryan
- Hélio Castroneves
- Eddie Cheever, Jr.
- Jim Clark
- Art Cross
- Bill Cummings
- Gil de Ferran
- Ralph DePalma
- Pete DePaolo
- Scott Dixon
- Mark Donohue
- Emerson Fittipaldi
- Pat Flaherty
- A. J. Foyt
- Fred Frame
- Dario Franchitti
- Scott Goodyear
- Robby Gordon
- Jules Goux
- Roberto Guerrero
- Dan Gurney
- Janet Guthrie
- Sam Hanks
- Ray Harroun
- Harry Hartz
- Ralph Hepburn
- Graham Hill
- Bill Holland
- Ted Horn
- Sam Hornish, Jr.
- Jim Hurtubise
- Gordon Johncock
- Parnelli Jones
- Tony Kanaan
- Ray Keech
- Mel Kenyon
- Buddy Lazier
- Joe Leonard
- Frank Lockhart
- Arie Luyendyk
- Nigel Mansell
- Bobby Marshman
- Rex Mays
- Roger McCluskey
- Jim McElreath
- Jack McGrath
- Rick Mears
- Louis Meyer
- Chet Miller
- Tommy Milton
- Juan Pablo Montoya
- Mike Mosley
- Ralph Mulford
- Jimmy Murphy
- Duke Nalon
- Pat O'Connor
- Barney Oldfield
- Danny Ongais
- Johnnie Parsons
- Danica Patrick
- Bobby Rahal
- Jim Rathmann
- Dario Resta
- Peter Revson
- Mauri Rose
- Lloyd Ruby
- Johnny Rutherford
- Troy Ruttman
- Eddie Sachs
- Wilbur Shaw
- Tom Sneva
- Jimmy Snyder
- George Souders
- Jackie Stewart
- Tony Stewart
- Danny Sullivan
- Bob Sweikert
- René Thomas
- Johnny Thomson
- Paul Tracy
- Al Unser, Sr.
- Al Unser, Jr.
- Bobby Unser
- Jacques Villeneuve
- Bill Vukovich
- Bill Vukovich II
- Lee Wallard
- Rodger Ward
- Dan Wheldon
- Howdy Wilcox

## La première ligne

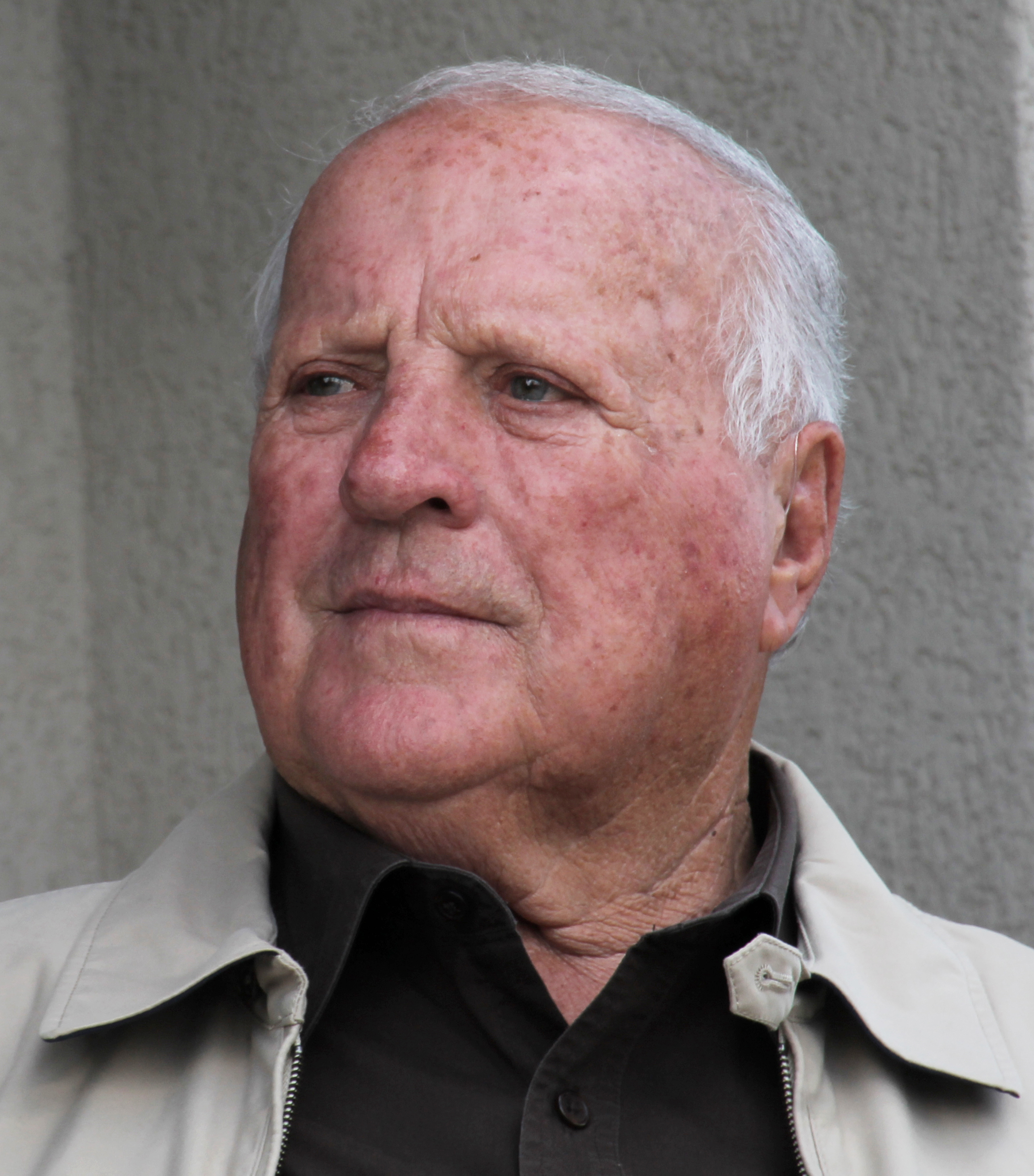
A. J. Foyt
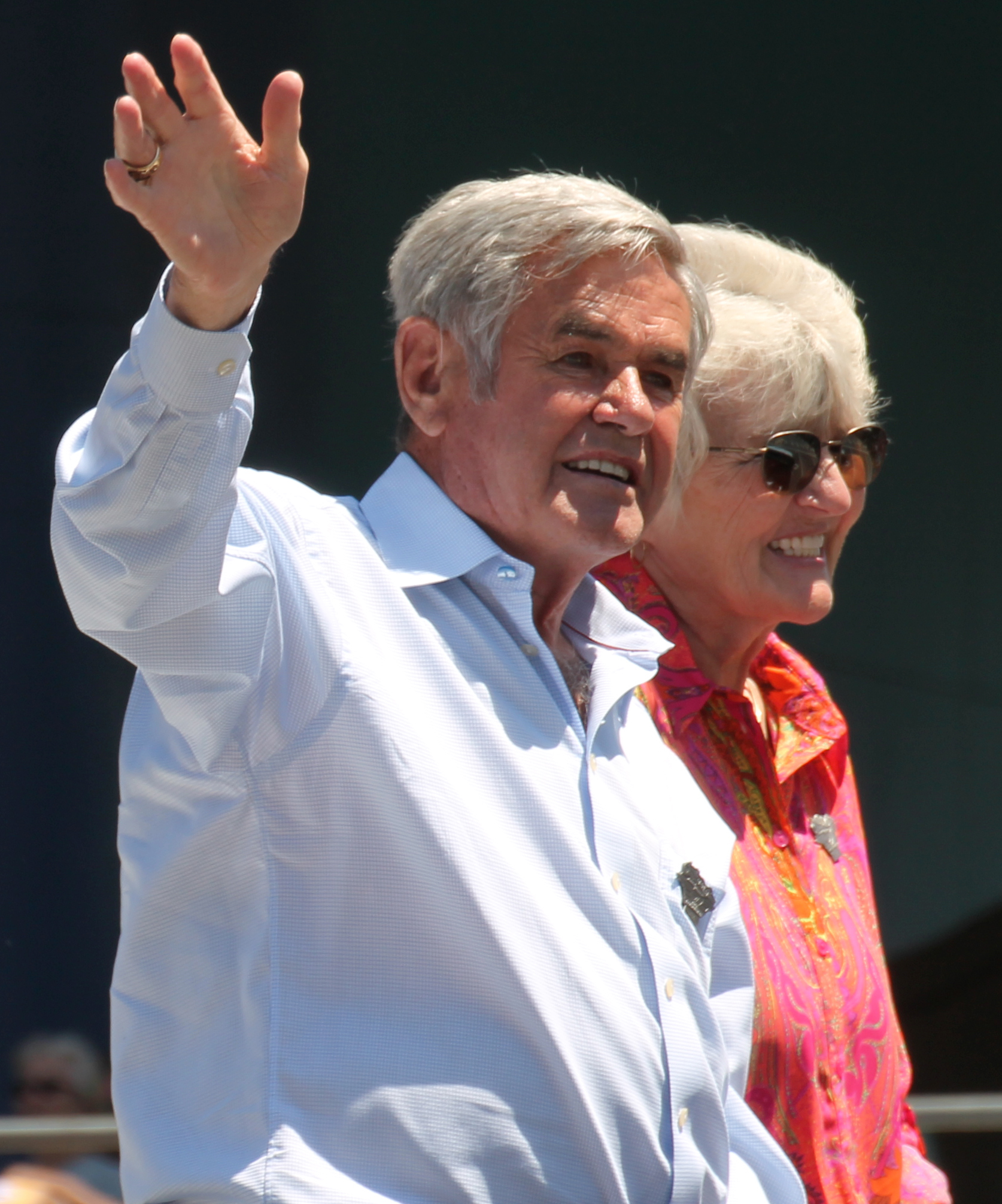
Al Unser, Sr.
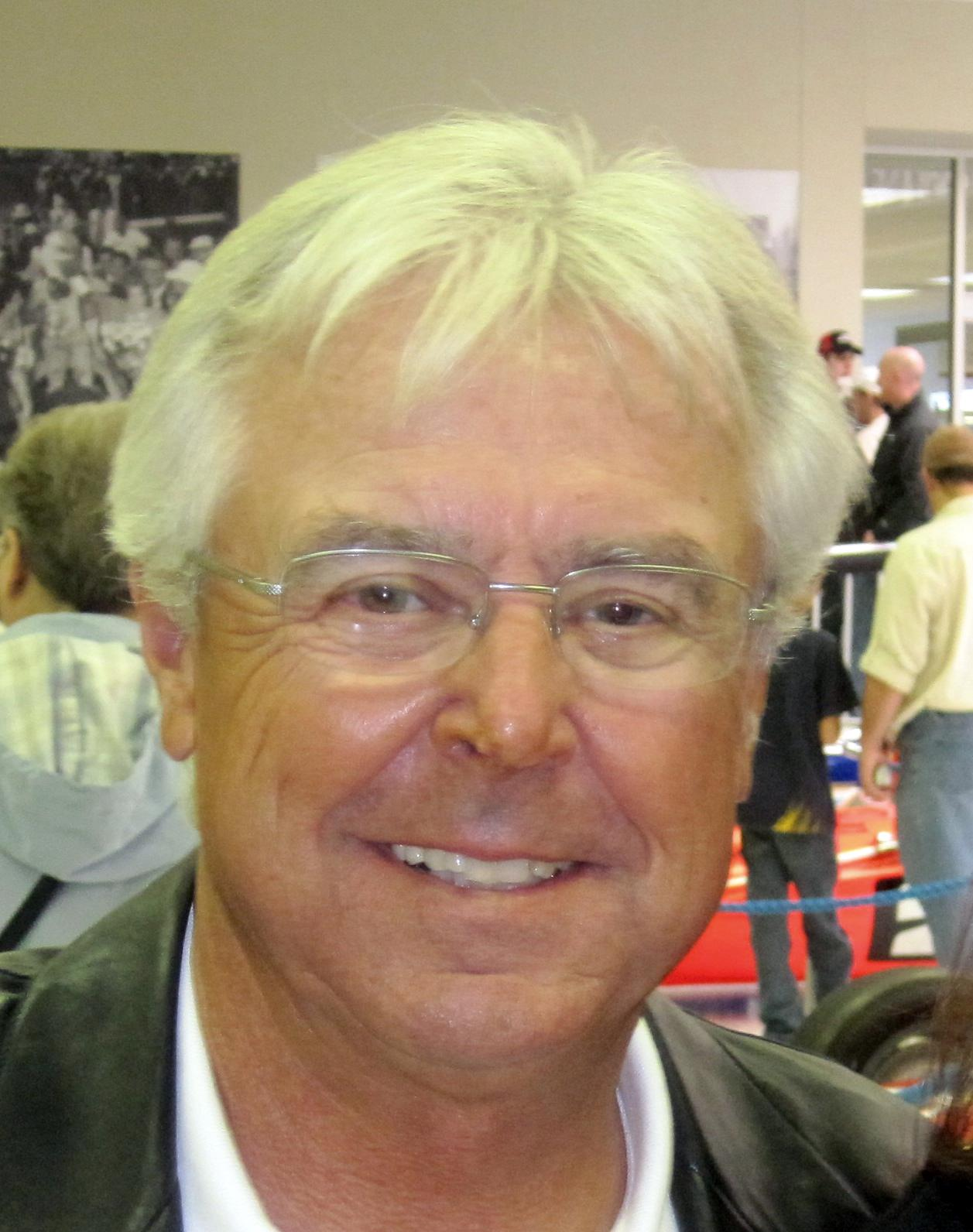
Rick Mears